# لا یونیون (شیلی)
لا یونیون (شیلی) (به اسپانیایی: La Unión, Chile) یک بخش (کمون) در شیلی است که در استان رانکو واقع شده‌است.

## خصوصیات
لا یونیون ۲٬۱۳۶٫۷ کیلومترمربع مساحت و ۳۶٬۹۷۹ نفر جمعیت دارد و ۲۸ متر بالاتر از سطح دریا واقع شده‌است.